# Monometalismo
El monometalismo (del griego único, y de metal) también conocido como sistema del patrón único, es un régimen monetario en el cual un solo metal, como por ejemplo el oro o la plata, son de curso legal. Se contrapone al Bimetalismo.

## Historia
En la Grecia antigua se utilizó la dracma y la tetradracma acuñadas en plata, siendo las monedas más utilizadas, y por consiguiente estableciendo de heho un monometalismo de plata. También en el Imperio romano el denario fue una moneda de plata, y al ser la moneda más difundida puede considerarse que regía el monometalismo hasta la acuñación del áureo en el siglo I a. C. Durante la Edad Media y la Moderna en Europa rigió por lo general el monometalismo plata, si bien también llegaron a acuñarse monedas de oro. En el siglo XIX la emisión de papel moneda estuvo vinculada, en muchos países, a las reservas disponibles en cada banco. El patrón más utilizado era el oro, aunque en algunos países también se usaba el bimetalismo oro-plata. Con la desaparición del patrón oro también quedaron superados los conceptos de mono y bimetalismo.

## Características del monometalismo oro
1. Únicamente las monedas de oro tienen poder liberatorio ilimitado.
2. Solo el oro es admitido en la acuñación.
3. La autoridad monetaria compra y vende el oro a precio fijo.
4. Existe libertad total para importar y exportar oro.
5. En el interior del país el oro circula libremente.
6. Las monedas hechas de oro guardan una relación legal de cambio respecto a la moneda patrón.
7. El billete de banco es convertible en especies de oro

## Principales monometalistas
- Michel Chevalier
- Pierre Paul Leroy-Beaulieu
- Auguste Arnauné
- Bamberge
- William Stanley Jevons
- Robert Giffen